# 11849 Fauvel
11849 Fauvel eller 1988 CF7 är en asteroid i huvudbältet som upptäcktes den 15 februari 1988 av den belgiske astronomen Eric W. Elst vid La Silla-observatoriet. Den är uppkallad efter fransmannen Charles Fauvel.
Asteroiden har en diameter på ungefär 5 kilometer.